# راديو كندا الدولي

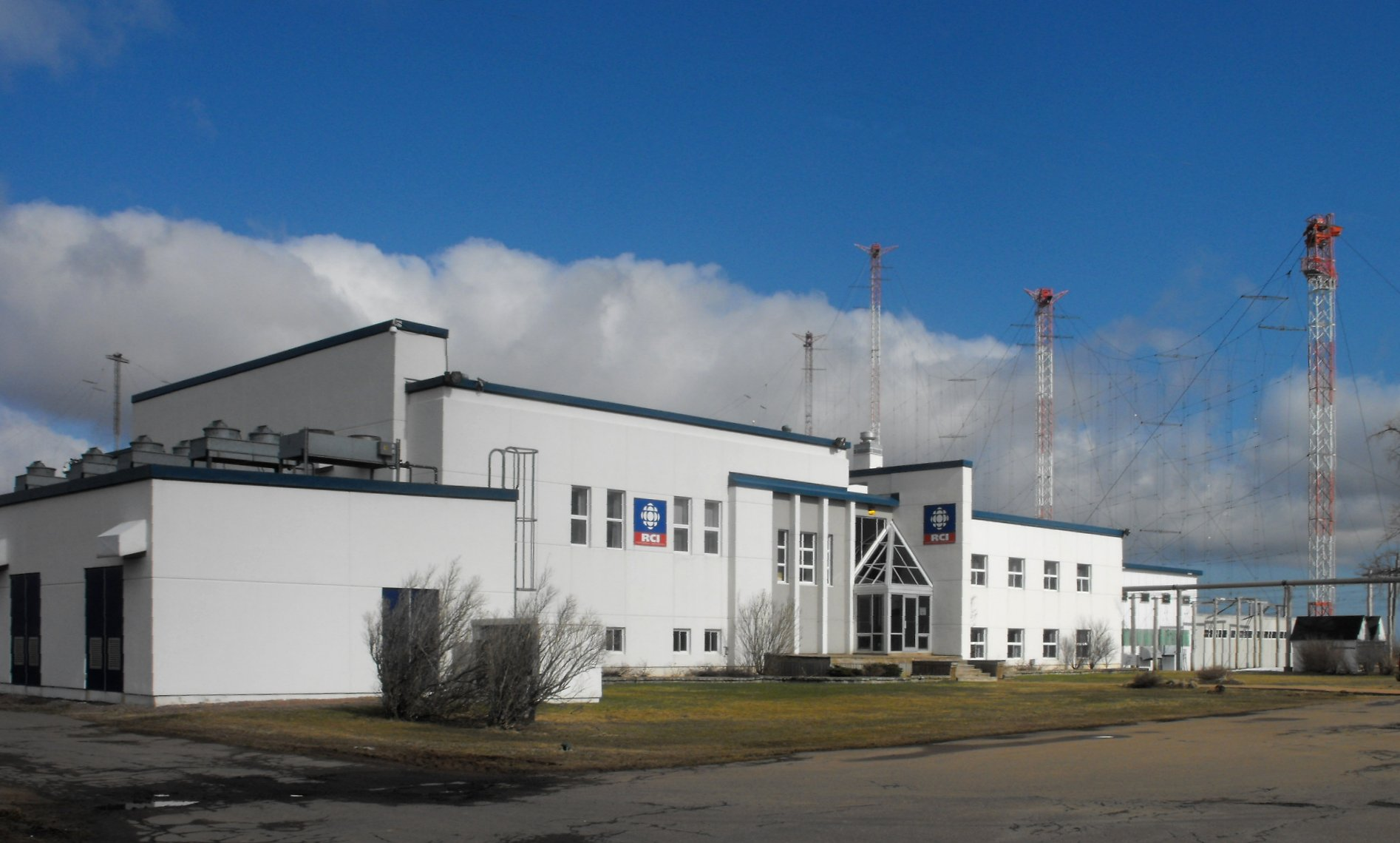

إذاعة كندا الدولية (بالإنجليزية: Radio Canada International)‏ هي إذاعة كندية خارجية وتبث من مونتريال، تنتج برامج إذاعية للمستمعين خارج كندا.
بدأت بث برامجها بانتظام عام 1945.و تنتج برامج يومية وأسبوعية باللغات الفرنسية والإنجليزية والإسبانية والعربية والمنداران كما تبث مجموعة من البرامج التي تنتجها دار الإذاعة بقسميها الإنكليزي والفرنسي. وتشمل شبكة البرامج السياسة والاقتصاد والثقافة والعلم والأخبار الدولية والكندية .

## وصلات خارجية
- الموقع الرسمي لإذاعة كندا